# Caesetius schultzei
Caesetius schultzei là một loài nhện trong họ Zodariidae.
Loài này thuộc chi Caesetius. Caesetius schultzei được Eugène Simon miêu tả năm 1910.